# Mbanza-Ngungu
Mbanza-Ngungu, antes conocida como Thysville o Thysstad, en honor a Albert Thys, es una ciudad del oeste de la República Democrática del Congo que se encuentra sobre la ruta por carretera y ferrocarril de Kinshasa a Matadi. Tiene una población aproximada de 100.000 habitantes.
La ciudad era antiguamente conocida por ser un lugar turístico y de descanso. En sus alrededores se encuentran unas cuevas en las que se pueden observar unos pequeños peces ciegos y sin color. La ciudad es la base de una guarnición de las Fuerzas Armadas de la República Democrática del Congo (FARDC).
- Datos: Q857577
- Multimedia: Mbanza-Ngungu / Q857577